# Cosmos

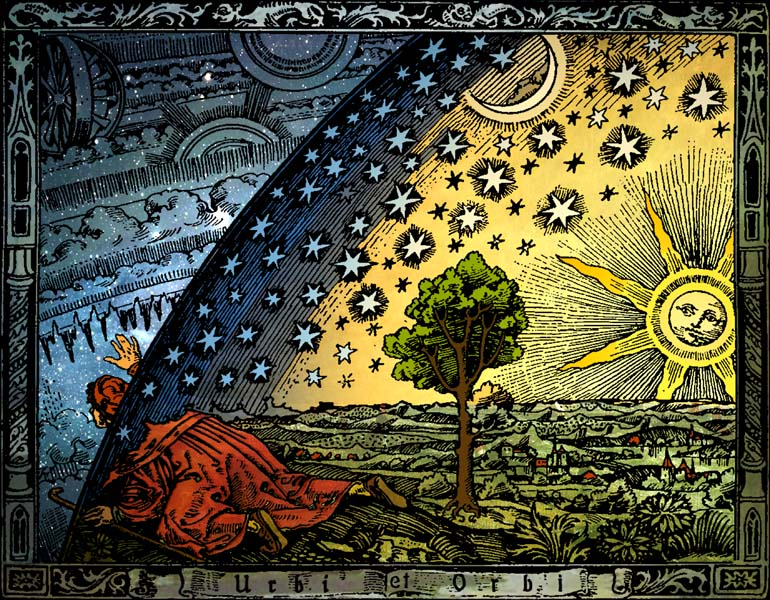
Universum, Grabado Flammarion (París, 1888). Ilustración representando la observación del cosmos.

Cosmos, en su sentido más general, es sinónimo de universo o mundo, el conjunto de todo lo existente, aunque también es empleado para referirse exclusivamente al espacio exterior a la Tierra. El término cosmos además denota orden y organización, es el universo visto como un sistema ordenado o armonioso.
Originalmente fue una palabra utilizada por los antiguos griegos para designar la totalidad de la existencia. Los griegos creían que el cosmos se regía por una serie de leyes («nomos»), las cuales serían uno de los objetivos de comprensión de los primeros pensadores con los que se iniciaría entonces una versión embrionaria de la filosofía griega. Estas leyes, a su vez, se entendía que establecían un determinado orden («diké») antítesis de caos, caracterizado por el desequilibrio o desorden («adikía»). El tiempo en el cosmos no era concebido de forma lineal como lo es en la actualidad, sino de una forma cíclica: la periodicidad con la que se daban determinados fenómenos meteorológicos es ejemplo de ello (y entre otros). Conceptos como la nada, el no ser, el vacío, el infinito o lo ilimitado no eran comprensibles en la época en que aparece el término: la civilización minoica, pues tampoco existían de facto. El estudio del cosmos, desde cualquier punto de vista, se llama cosmología.

Cosmos es todo lo que es, todo lo que fue y todo lo que será.
Carl Sagan, Cosmos: un viaje personal.

## Etimología
Procede del latín cosmos que significa universo, y este del término griego κόσμος (kósmos), que significa orden, (la) totalidad u ornamentos, siendo la antítesis de caos Χάος (Kháos o cháos), que significa desorden. Las palabras «cosmético» y «cosmética» tienen el mismo origen.

## Concepto

### En la filosofía antigua y medieval
En tiempos homéricos, en su acepción primitiva, significaba adorno y también orden y ornamento del discurso. Según Filolao y otros autores de la antigüedad, fue Pitágoras el primero que usó el término cosmos para referirse al orden del universo, y al universo mismo. Filolao empleaba esta palabra en plural para referirse a los cuerpos celestes que circulan alrededor del foco central del mundo. Posteriormente, en la filosofía helenística, se utilizaría para designar al conjunto del cielo y la tierra.

### En la física
En la cosmología física, el término cosmos se usa a menudo y se refiere a un continuo espacio-tiempo dentro de un (postulado) multiverso. En general, nuestro particular cosmos se denomina "cosmos".

### En la literatura
La vista del cosmos como “naturaleza autosuficiente, autónoma” está en contraste agudo con la perspectiva de la naturaleza como un simple mecanismo para el crecimiento de los animales.
En la opinión del mundo del cosmos, el hombre es parte de la naturaleza, mientras que, en opinión del mundo del mecanismo, el hombre domina la naturaleza.
El filósofo Ken Wilber usa el término cosmos para referirse a todo lo que existe. Se utiliza para distinguir este universo no dual (que, en su opinión, incluye aspectos no éticos y físicos) del universo terminantemente físico que es la preocupación (“estrecho”) de las ciencias tradicionales y que se asocia extensamente al término cosmos.